# Акшинський район
Акши́нський район (рос. Акшинский район) — район у складі Забайкальського краю Російської Федерації.
Адміністративний центр — село Акша.

## Населення
Населення — 8980 осіб (2019; 10682 в 2010, 12080 у 2002).

## Адміністративний поділ
Район адміністративно поділяється на 12 сільських поселень:
| Поселення                           | Площа, км² | Населення, осіб (2002) | Населення, осіб (2010) | Населення, осіб (2019) | Центр        | Населені пункти |
| ----------------------------------- | ---------- | ---------------------- | ---------------------- | ---------------------- | ------------ | --------------- |
| Акшинське сільське поселення        | -          | 4129                   | 3941                   | 3367                   | Акша         | 1               |
| Битевське сільське поселення        | -          | 481                    | 438                    | 411                    | Битев        | 1               |
| Курулгинське сільське поселення     | -          | 370                    | 383                    | 344                    | Курулга      | 1               |
| Могойтуйське сільське поселення     | -          | 1006                   | 844                    | 514                    | Могойтуй     | 1               |
| Нарасунське сільське поселення      | -          | 1097                   | 929                    | 778                    | Нарасун      | 1               |
| Новокургатайське сільське поселення | -          | 959                    | 787                    | 664                    | Новокургатай | 2               |
| Оройське сільське поселення         | -          | 465                    | 429                    | 378                    | Орой         | 1               |
| Тохторське сільське поселення       | -          | 414                    | 371                    | 305                    | Тохтор       | 1               |
| Убур-Тохторське сільське поселення  | -          | 325                    | 229                    | 207                    | Убур-Тохтор  | 1               |
| Улачинське сільське поселення       | -          | 740                    | 598                    | 525                    | Улача        | 2               |
| Урейське сільське поселення         | -          | 1398                   | 1182                   | 1006                   | Урейськ      | 2               |
| Усть-Ілинське сільське поселення    | -          | 696                    | 551                    | 481                    | Усть-Іля     | 1               |

## Найбільші населені пункти
| № | Населений пункт | Населення, осіб (2002) | Населення, осіб (2010) |
| - | --------------- | ---------------------- | ---------------------- |
| 1 | Акша            | 4129                   | 3941                   |
| 2 | Урейськ         | 1161                   | 995                    |
| 3 | Нарасун         | 1097                   | 929                    |
| 4 | Могойтуй        | 1006                   | 844                    |
| 5 | Новокургатай    | 777                    | 640                    |